# Coactivateur transcriptionnel
Les coactivateurs sont :
- des protéines qui ont une activité histone acétylase ce qui permet de décondenser les nucléosomes localement (ex : SRC-1 ou CBP). Cette activité permet le déroulement de l'ADN et donc permet à la chromatine d'être active.

Ils contiennent une séquence particulière : LXXLL ou L est un résidus d'acide aminé Leucine
- des enzymes ADN déméthylase qui clivent des résidus méthyl -CH3 au niveau de régions promotrices (îlots CG) des gènes ce qui permet de réactiver ces régions promotrices de la transcription de gènes bridés par méthylation auparavant.

En effet la transcription, favorisée localement par ces procédés, pourra s'effectuer et conduire à la production d'une protéine. 

## Exemple
C'est le cas en particulier de l'Insuline : le gène codant son précurseur étant présent dans l'ADN génomique de toutes les cellules humaines pourtant, seules les cellules Béta des îlots de Langherans au niveau du pancréas en produisent. 
Cela est dû au fait que seules ces dernières sont hypométhylées, et que toutes les autres cellules ne produisant pas cette protéines sont hyperméthylées 